# 森喜刚 热带寒流
《森喜刚 热带寒流》（舊譯“大金剛 熱帶急凍”）是一款由Retro工作室制作、任天堂发行的平台游戏。游戏于2014年2月14日在Wii U上发行。
2018年5月3日在任天堂Switch上发售移植版，並新增「酷喜剛」（Funky Kong）模式。

## 遊戲玩法
游戏沿袭系列的横向卷轴的剧情。玩家控制着森喜刚穿过6个岛屿。

## 反響

### 評價
《热带寒流》公布后，作为Retro工作室的第一个HD游戏，因其较为低龄的画风而受到批评，也引起部分网友呼吁制作HD《银河战士Prime》系列遊戲。
本作在發售後得到正面评价。与之前對其过于低年齡風格的意見不同，评论大多抱怨其過於困難的难度，媒体GameSpot给出评语“森喜刚热带寒流的关卡设计过于硬核，仿佛倒退了几年”，最后给出6分的低分评价（任天堂Switch版則給予9分）。Metacritic给予本游戏83%的评分。
玩家群体的口碑与媒体评分出入较大，普遍赞赏于其突破性的主题式关卡设计和森喜刚国度系列作曲家David wise在本作中的出色表现。相较于前作《森喜剛 回归》，本作更受玩家们的欢迎.

### 銷量
本作Wii U版本截至2020年12月底共銷售約202萬份，是第11暢銷的Wii U遊戲。
任天堂Switch版本截至2022年12月底共銷售約462萬份。

## 外部連結
- 官方网站（英文）
- 官方网站（繁體中文）